# Vincenzo Li Causi
Vincenzo Li Causi (Partanna, 22 novembre 1952 – Balad, 12 novembre 1993) è stato un militare e agente segreto italiano.
Fu sottufficiale dei Servizi d'intelligence militari. Cadde ucciso in Somalia durante la Missione Ibis II.

## Biografia
Arruolato nell'Esercito Italiano, inviato presso la scuola trasmissioni dell'esercito a Roma, si addestra anche con gli incursori della Marina Militare, per essere poi successivamente reclutato nel 1974 dal SID, il Servizio d'intelligence italiano; si specializza in radio e telecomunicazioni. Li Causi, con lo scioglimento del Sid nel 1977, entra a far parte della VII Divisione del SISMI (i Servizi segreti militari), che aveva anche il compito di gestire la struttura di Stay-behind, ovvero Gladio, un'organizzazione clandestina paramilitare promossa dalla NATO per contrastare un'eventuale invasione sovietica dell'Europa occidentale. Di tale struttura Li Causi già dal 1975 è istruttore.
Tra il 1980 ed il 1981 segue l'attività di Abu Abbas, del Fronte Popolare per la Liberazione della Palestina. Partecipa successivamente anche alla liberazione del generale statunitense James Lee Dozier, rapito dalle Brigate Rosse nel 1982. Nel 1987 prende parte all'operazione Lima, una delicata missione in Perù, ufficialmente per addestrare la scorta del presidente peruviano Alan García Pérez. Dal 1º ottobre 1987 al 1990, con il grado di maresciallo aiutante, fu al Centro Scorpione di Trapani, una delle cinque sezioni operative della VII divisione del SISMI, cellula siciliana di "Gladio", asseritamente contigua all'associazione Saman di Francesco Cardella. Li Causi succede così al colonnello Paolo Fornaro, chiamato alla guida del Centro dall'allora direttore del SISMI Fulvio Martini.
Inviato più volte dal 1991 in missione in Somalia per il SISMI, ebbe rapporti con la giornalista Ilaria Alpi, uccisa a Mogadiscio nel 1994, della quale Li Causi sarebbe stato un informatore su una sua inchiesta su traffici di armi e scorie radioattive.
Queste vicende si legano alla circostanza che il 14 marzo 1994, quattro mesi dopo la morte del Li Causi e sei giorni prima dell'assassinio della Alpi, il Comando Sios della Marina militare della Spezia inviò un dispaccio col quale fu ordinato a tale "Jupiter" (alias Giuseppe Cammisa, autista di Cardella) di lasciare immediatamente la zona di Bosaso a causa di "presenze anomale", e ad un altro soggetto rimasto ignoto (identificato col nome in codice "Condor", individuato da taluni in Marco Mandolini, ucciso a Livorno il 13 giugno 1995) di prepararsi a "possibile intervento" in zona "Bravo".
Tuttavia, sembra ad oggi ammissibile l'ipotesi di un triplice rapporto "informativo" tra le figure del Li Causi, Mandolini e la giornalista della Rai.
Li Causi muore nel paese africano, in un agguato nel novembre 1993 a Balad, durante la Missione Ibis II, nel corso di un'imboscata tesa da alcuni militanti somali ai danni della vettura su cui viaggiava con un commilitone (Giulivo Conti). Le dinamiche dell'agguato non sono ancora del tutto chiare anche perché il giorno dopo egli avrebbe dovuto far ritorno in Italia per comparire davanti al giudice Felice Casson in merito a Gladio, l'operazione Stay-behind e il traffico di armi e scorie nucleari in Somalia.
Gli fu concessa la Medaglia d'oro al valore dell'esercito alla memoria.
Nel 2016 Li Causi insieme agli altri tre caduti dell'intelligence italiana del dopoguerra, è stato commemorato a Forte Braschi e dal 2019 la sede dell'intelligence, il palazzo delle Casse di Risparmio Postali ospita una “Parete della Memoria” dedicata ai caduti, con il suo nome.

### L'arsenale di Alcamo
Pochi mesi prima della morte di Li Causi, nel luglio 1993, nel territorio di Alcamo, nel trapanese, era stato scoperto un enorme arsenale di armi e munizioni, nella disponibilità di due militari dei Carabinieri, l'appuntato Vincenzo La Colla, che era stato nella scorta del ministro dei Beni culturali Vincenza Bono Parrino, e il brigadiere Fabio Bertotto, più volte in missione in Somalia; l'arsenale fu ritenuto appartenere alla struttura Gladio trapanese, che era stata guidata da Li Causi.
In precedenza, nel novembre 1989, il Sios della Spezia aveva comunicato al Centro Scorpione di Trapani l'avvenuto invio di una fornitura, menzionando sia sempre il Mandolini (col nome in codice Ercole, "accreditato presso l'ufficio spedizioni Oto Melara") che Li Causi (col nome di  Vicari); nel messaggio veniva sollecitata la presenza dello stesso Li Causi per la "particolare riservatezza dell'operazione" e veniva richiesta l'attivazione del campo Milo. Ciò, si ritiene, testimonierebbe del legame del Li Causi con le vicende relative al traffico di materiale bellico da e verso la Sicilia